# Ludvig Christian Borup
Ludvig Christian Borup, född 6 juli 1836 i Randers, död 18 januari 1903 i Köpenhamn, var en dansk borgmästare och juridisk författare. 
Borup anställdes kort efter sin ämbetsexamen i inrikesministeriet, där han tjänstgjorde till 1878, då han utnämndes till assessor i landsöver- samt hov- och stadsrätten. Han beklädde detta ämbete till 1883, då han valdes till borgmästare for Köpenhamns magistrats andra avdelning. Som sådan genomförde han inkorporeringen i Köpenhamn av en del av Hvidovre socken, av Sundby och Nathanaels socknar på Amager samt av Brønshøj socken. Från 1901 till sin död var han tillika medlem av landstinget. Han var 1869–1883 anställd som docent i landborätt vid Veterinær- og Landbohøjskolen. Förutom enstaka mindre, juridiska avhandlingar utgav han Den danske Landboret (1873, andra utökade upplagan 1880). Detta verk, som innehåller en fullständig framställning av den dåvarande danska landborätten, hade på sin tid stor praktisk betydelse.

## Utmärkelser
- Riddare av Dannebrogorden,  1876[2]
- Dannebrogsmännens hederstecken,  1887[2]
- Kommendör av Dannebrogorden,  1892[2]

[Redigera Wikidata]